# Teodora Blanco Núñez

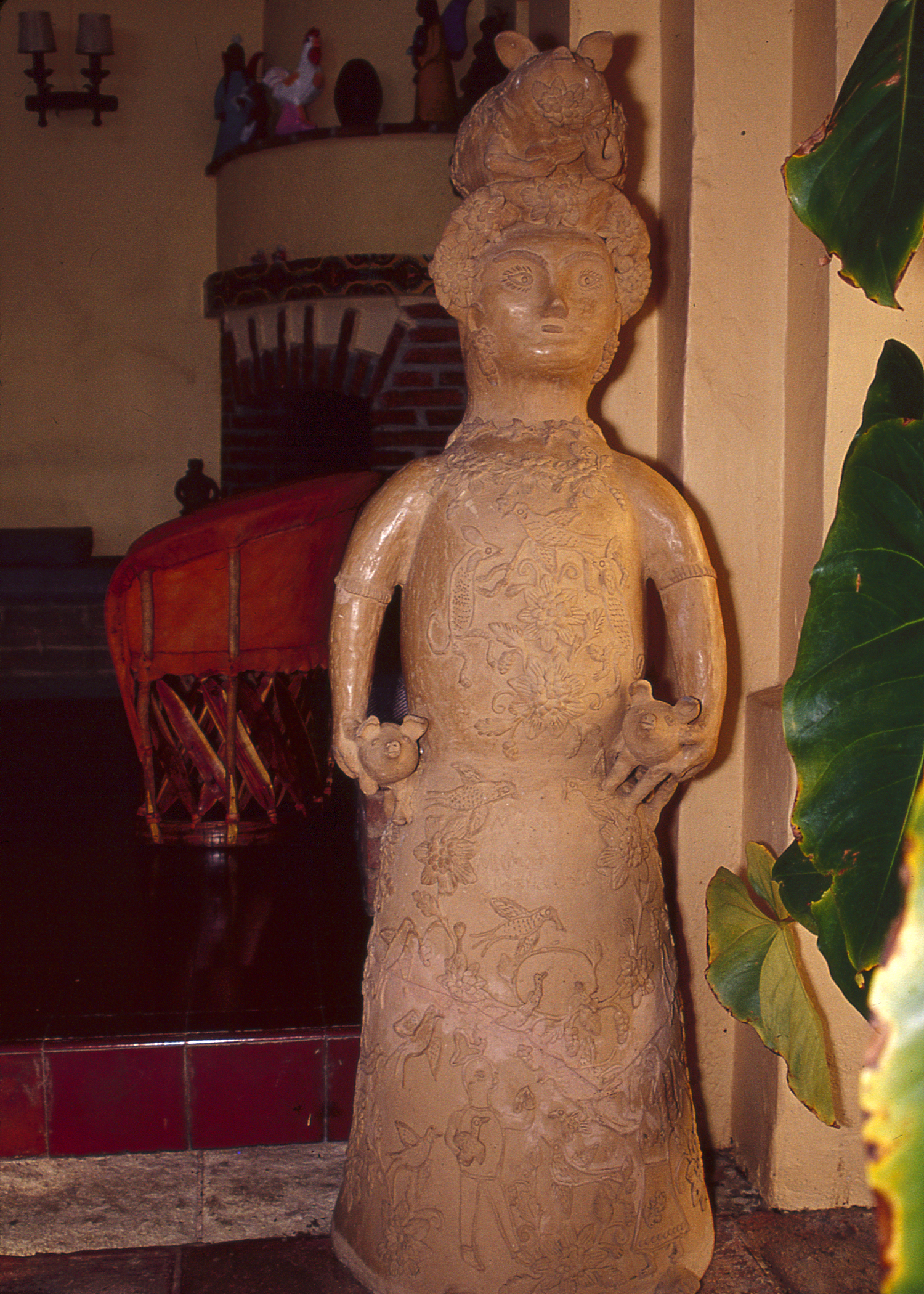
Figura de sirena, por Teodora Blanco

Teodora Blanco Núñez (n. Santa María Atzompa, 28 de febrero de 1928 — 23 de diciembre de 1980) fue una alfarera reconocida en México perteneciente a la familia Blanco.

## Biografía
Teodora Blanco nació en un pueblo donde la realización de cerámica es principalmente un trabajo de mujeres. Sus padres eran alfareros, sobre todo haciendo ceniceros, figuras de monos llamados máquinas y pequeñas figuras de músicos.

## Trayectoria
Ella empezó a trabajar con barro en 1934, cuando tenía aproximadamente 6 años de edad, y pronto su trabajo se destacó por la adición de elementos decorativos en sus ceniceros.
Desde que era joven, Teodora vendió sus utilidades en el mercado 20 de Noviembre de Oaxaca. Con el tiempo, fue mejorando sus productos. Los primeros fueron muy simples, pero los siguientes fueron variando y siendo más complejos. Eventualmente trabajó con varias agencias gubernamentales, tales como con la Fundación Rockefeller. Ella inventó las muñecas con características a larga escala, criaturas de fantasía, generalmente humanos con cabeza de animales o con cuernos. Todo su trabajo fue creado con herramientas rudimentarias, como una "llanta", que consiste en un cuenco invertido con un plato o un comal encima.
El trabajo de Teodora ha dado a notar su ímpetu por su profesión. Ha sido invitada a eventos como el "World Crafts Council" dentro y fuera de México. Además, ha ganado muchos premios nacionales, internacionales y otros reconocimientos. En 1977, dos años antes de su muerte, Nelson Rockefeller fue a Oaxaca para conocerla, y además coleccionar más de 175 piezas de tu trabajo. Sus cerámicas también fueron relativamente de acuerdo a los estándares de Oaxaca. Sin embargo, como su tradición en Santa María Atzompa, Teodora dejó a cargo el negocio a su hija mayor, y uno de sus 3 hijos se convirtió en un reconocido cerámico. La creación de muñecas y el uso de pastillaje se convirtió en una tradición familiar de Los Blanco, especialmente en el trabajo de su hermano y de sus dos hijas e hijo.

### Fallecimiento
Teodora murió el 23 de diciembre de 1980, a los 52 años de edad.